# Phanoderma ocellatum
Phanoderma ocellatum is een rondwormensoort uit de familie van de Phanodermatidae.